# Rolladen-Schneider LS9
Dimensions
Le Rolladen-Schneider LS9 est un motoplaneur monoplace de classe FAI 18 mètres lancé en 2000 par Rolladen-Schneider. La production prit fin au bout de 10 exemplaires quand la société fit faillite.

## Développement
Le LS9 a été le seul motoplaneur développé par Rolladen-Schneider. Le prototype effectua son premier vol en 1995, motorisé par un Rotax 535 moteur 2 temps. La fin de la production du moteur retarda le projet par la recherche d'un autre moteur.
Le moteur Solo 2625 et l'hélice bipale de Technoflug ont finalement été sélectionnés. L'installation du moteur, le mât d'hélice et le système d'échappement ont été développés par l'entreprise spécialisée Walter Binder GmbH Motorenbau

## Conception
- L'aile venant des moules du LS6-18w, avec les longerons et les bords d'attaque  renforcés.
- La forme du fuselage est dérivé du  LS4 avec un élargissement de la poutre de queue pour recevoir le moteur.
- Transmission par courroie à l'hélice de grand diamètre.
- Crochet unique de remorquage et de treuillage.
- Mât d'hélice déployés par un système électrique de vérin à vis.
- Système d'alerte au décrochage pour le vol motorisé.
- Moteur encastré dans le fuselage avec démarreur électrique, et pompe à carburant et de refroidissement.
- Roulette de queue orientable avec la commande de direction.
- Grand train d'atterrissage pour prévenir le passage sur le nez lors du plein gaz du moteur
- Empennage du LS4 fabriqué en carbone/Aramide.